# Альдолаза C
Альдолаза C (англ. Aldolase, fructose-bisphosphate C) – білок, який кодується геном ALDOC, розташованим у людей на короткому плечі 17-ї хромосоми.  Довжина поліпептидного ланцюга білка становить 364 амінокислот, а молекулярна маса — 39 456.
| 10         |  | 20         |  | 30         |  | 40         |  | 50         |
| ---------- |  | ---------- |  | ---------- |  | ---------- |  | ---------- |
| MPHSYPALSA |  | EQKKELSDIA |  | LRIVAPGKGI |  | LAADESVGSM |  | AKRLSQIGVE |
| NTEENRRLYR |  | QVLFSADDRV |  | KKCIGGVIFF |  | HETLYQKDDN |  | GVPFVRTIQD |
| KGIVVGIKVD |  | KGVVPLAGTD |  | GETTTQGLDG |  | LSERCAQYKK |  | DGADFAKWRC |
| VLKISERTPS |  | ALAILENANV |  | LARYASICQQ |  | NGIVPIVEPE |  | ILPDGDHDLK |
| RCQYVTEKVL |  | AAVYKALSDH |  | HVYLEGTLLK |  | PNMVTPGHAC |  | PIKYTPEEIA |
| MATVTALRRT |  | VPPAVPGVTF |  | LSGGQSEEEA |  | SFNLNAINRC |  | PLPRPWALTF |
| SYGRALQASA |  | LNAWRGQRDN |  | AGAATEEFIK |  | RAEVNGLAAQ |  | GKYEGSGEDG |
| GAAAQSLYIA |  | NHAY       |  |            |  |            |  |            |

A: Аланін

C: Цистеїн

D: Аспарагінова кислота

E: Глутамінова кислота

F: Фенілаланін

G: Гліцин

H: Гістидин

I: Ізолейцин

K: Лізин

L: Лейцин

M: Метіонін

N: Аспарагін

P: Пролін

Q: Глутамін

R: Аргінін

S: Серин

T: Треонін

V: Валін

W: Триптофан

Цей білок за функцією належить до ліаз. 
Задіяний у такому біологічному процесі як гліколіз. 
Білок має сайт для зв'язування з шиффовими основами. 